# Grafički horor roman: Nastavak
Grafički horor roman - nastavak je epizoda Dilan Doga objavljena u Srbiji premijerno u svesci #167. u izdanju Veselog četvrtka. Koštala je 270 din (2,3 €; 2,7 $). Imala je 94 strane. Na kioscima se pojavila 26. novembra 2020.

## Originalna epizoda
Originalna epizoda pod nazivom Graphic horor novel: il sequel! objavljena je premijerno u #376. regularne edicije Dilana Doga u Italiji u izdanju Bonelija. Izašla je 29.12.2017. Naslovnu stranicu je nacrtao Điđi Kavenađo. Scenario je napisao Dijego Kajeli, a epizodu nacrtao Frančesko Ripoli. Koštala je 3,9 €.